# 近衛家平
近衛 家平（このえ いえひら、旧字体：近󠄁衞 家平󠄁）は、日本の鎌倉時代後期の公卿。関白・近衛家基の長男。官位は従一位・関白、左大臣。近衛家7代当主。号に岡本関白。

## 経歴
正応3年（1290年）8月元服、叙爵。右近衛少将、権中納言、内大臣、右大臣、左大臣を経て、正和2年（1313年）7月に関白、藤氏長者になるが、正和5年（1315年）9月に辞任。
元亨4年（1324年）3月29日に出家し、同年5月14日に薨御。享年43。
日記『岡本関白記』が残る｡

## 系譜
- 父：近衛家基（1261-1296）
- 母：鷹司朝子 - 鷹司兼平の娘
- 妻：家女房
  - 男子：近衛経忠（1302-1352）
- 生母不明の子女
  - 男子：覚実
  - 男子：慈忠
  - 女子